# ملکه جونگ‌سونگ
ملکه سو جونگ‌سونگ (کره‌ای: 정성왕후 서씨; ۲ ژانویه ۱۶۹۳ – ۳ آوریل ۱۷۵۷) از قبیله دائه‌گو سو، نخستین ملکه همسر پادشاه یونگ‌جو از چوسان و مادرخوانده ولیعهد سادو بود.

## زندگینامه
بانو سو در ۱۲ ژانویه سال ۱۶۹۳ در گاهوبانگ (가회방، 嘉會坊)، هانسئونگ به دنیا آمد. او دومین دختر و چهارمین فرزند سو جونگ-جائه و بانو یی، از قبیله اوبونگ یی بود. او در نوامبر ۱۷۰۳، در سن ده سالگی، با شاهزاده یونینگ هشت ساله ازدواج کرد و به عنوان همسر یک شاهزاده، به او لقب "پرنسس همسر دال‌سونگ" (달성군부인، 達城郡夫人) داده شد. در سال ۱۷۲۰، شوهرش به عنوان ولیعهد (왕세제، 王世弟) منصوب شد و عنوان "ملکه جوان همسر ولیعهد" (왕세제빈) به بانو سو داده شد. گفته شده در اولین شب ازدواج آنها، شاهزاده یونینگ از او پرسیده بود که چگونه دستانش اینقدر زیبا و ظریف هستند. و شاهزاده خانم در پاسخ گفت که او هرگز برای کثیف کردن آنها تلاشی نکرده است. این اظهار نظر شاهزاده را ناراحت کرده بود و او را به یاد مادرش،  چوی سوک‌بین انداخت.

گفته شده از آن زمان تا زمان مرگ بانو سو به عنوان ملکه، او چندان مورد علاقه شاهزاده قرار نمی گرفت. در سال ۱۷۲۴، برادر بزرگتر شاهزاده یونینگ، پادشاه گیونگ‌جونگ درگذشت و شاهزاده یونینگ در ۳۰ اوت همان سال به عنوان "پادشاه یونگ‌جو" بر تخت سلطنت نشست و بانو سو رسما "ملکه چوسان" شد. به عنوان ملکه، گفته می شد که او شخصیت سخاوتمندانه داشت. وی همچنین پسران دو تن از صیغه های همسرش،  بنام های ولیعهد هیوجانگ (پسر یی گیونگ-بین) و ولیعهد سادو (پسر یی یونگ-بین) را گرامی می داشت و با آنها طوری رفتار می کرد که انگار پسران خودش هستند.

ملکه در ۳ آوریل ۱۷۵۷ در کاخ چانگ‌دیوک گونگ درگذشت و در سوئونگ در هونگ‌رونگ در یونگ‌دو گونگ، بخش
دئوک‌یانگ، گویانگ، استان گیونگ‌گی به خاک سپرده شد. پادشاه یونگ‌جو او را در نزدیکی آرمگاه پدرش، پادشاه سوک‌جونگ، در میونگرونگ دفن کرد. اما از آنجایی که مقبره او قبل از مرگ شوهرش ساخته شده بود، پادشاه یونگ‌جو جایی را در کنار آرمگاه ملکه برای خود انتخاب کرد و قصد داشت بعد از مرگش در کنار او دفن شود. با این حال، هنگامی که پادشاه یونگ‌جو در سال ۱۷۷۶ درگذشت، نوه اش پادشاه جونگ‌جو، مکان "وون‌ریونگ" را برای دفن پادشاه فقید ساخت و در نتیجه ملکه جونگ‌سونگ، به تنهایی در مقبره اش دفن بود. ملکه از خودش فرزندی نداشت. اما مرگ او پسر خوانده اش، ولیعهد سادو را بسیار ناراحت کرد. و همچنین مرگ مادرشوهر قانونی او، ملکه دواگر هه‌سون، که درست یک ماه بعد در ۲ مه ۱۷۵۷ درگذشت، وضعیت روانی ولیعهد را بدتر کرد.

## در فرهنگ عامه
- بازی شده توسط کیم ئه کیونگ در مجموعه تلویزیونی سال ۱۹۸۸ ام‌بی‌سی، ۵۰۰ سال سلسله چوسان: شرح حال بانو هه‌گیونگ
- بازی شده توسط مون یه جی در مجموعه تلویزیونی سال ۱۹۹۸ ام‌بی‌سی، جاده پادشاه
- بازی شده توسط جونگ مو ره و شین گیو ری در مجموعه تلویزیونی سال ۲۰۱۰ ام‌بی‌سی، افسانه دونگ‌یی
- بازی شده توسط پارک شین هه در فیلم سال ۲۰۱۴، خیاط سلطنتی
- بازی شده توسط پارک میونگ شین در فیلم سال ۲۰۱۵، تخت پادشاهی
- بازی شده توسط چوی سو ایم در مجموعه تلویزیونی سال ۲۰۱۹ اس‌بی‌اس، هه‌چی